# Spilosmylus laetus
Spilosmylus laetus är en insektsart som beskrevs av Bo Tjeder 1957. Spilosmylus laetus ingår i släktet Spilosmylus och familjen vattenrovsländor. Inga underarter finns listade i Catalogue of Life.